# Stasimopus meyeri
Espèce
Synonymes
- Moggridgea meyeri Karsch, 1879

Stasimopus meyeri est une espèce d'araignées mygalomorphes de la famille des Stasimopidae.

## Distribution
Cette espèce est endémique du Cap-du-Nord en Afrique du Sud,. Elle se rencontre vers Calvinia.

## Systématique et taxinomie
Cette espèce a été décrite sous le protonyme Moggridgea meyeri par Karsch en 1879. Elle est placée dans le genre Stasimopus par Purcell en 1903.

## Publication originale
- Karsch, 1879 : Zur Theraphosiden-Gattung Moggridgea. Zeitschrift für die gesammten Naturwissenschaft, vol. 52, p. 383-385.